# Громыка
«Громыка» — квинтет из города Петрозаводска, образованный в 2014 году участниками групп «Револьвер» и Supermotozoids. В состав входят Максим Валерьевич Кошелев (вокал, металлофон, ксилофон, электронная перкуссия), Никита Андреевич Власов (электрогитара), Павел Сергеевич Фролов (синтезатор, стилофон), Андрей Анатольевич Петеляев (бас-гитара), Руслан Андреевич Попов (барабаны).

## История
В 2014 году участниками группы «Револьвер» было принято решение основать новый музыкальный проект. Большая часть песен, вошедших в дебютный «Альбом No. 1», была записана на первых репетициях. Название новой группы и колоритный образ для концертных выступлений были придуманы в процессе работы над первым альбомом.

## Стиль

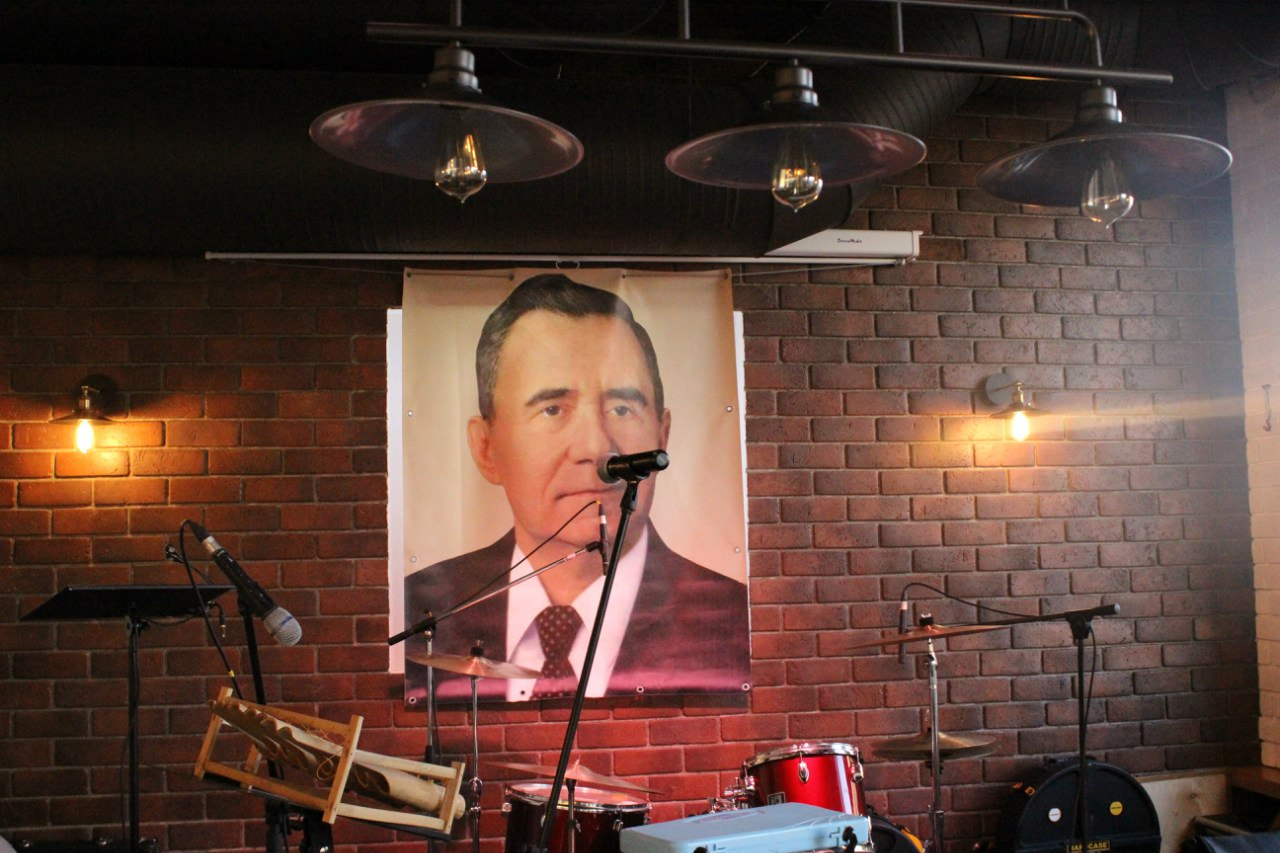
Портрет А. А. Громыко на концерте

Сами музыканты определяют свой жанр как «тяжёлый психоделический твист», а гитарист группы Никита Власов уточняет, что группа хотела как можно дальше уйти от понятия «рок-музыка». На концертах и клипах в обязательном порядке, как атрибутика группы, присутствует портрет Андрея Громыко, фамилия которого созвучна с названием группы, музыканты одеты в строгие серые костюмы, накрашены «брежневские» брови, у вокалиста — шапка-пирожок и бархатное кашне. Однако, по их собственному заверению, эта «оболочка» как раз не является описанием или пояснением для слушателей того, что они играют, а в одном из интервью Никита Власов сравнил это с «известным парадоксом про сарай, на котором написано одно, а внутри дрова». В то же время группа заявляет, что очень серьёзно и трепетно относится к своему творчеству, ни в коем случае не пытаясь «насмешить или развеселить публику».

### Синтезаторы
Для записи первых 25 песен, вошедших в разные альбомы, использовался советский одноголосый синтезатор «ФАЭМИ-мини», но во время записи он постоянно выходил из строя, в конце концов буквально развалился на части. В качестве замены рассматривались «Поливокс», Vermona, различные модели электроорганов «Юность». В итоге был выбран необычный британский синтезатор Stylophone 350S производства 1970-х годов — на нём играют стилусом, вместо клавиатуры инструмент имеет ряд металлических контактов. По словам музыкантов, они не делают культа из ретро-инструментов, целью является получение уникального звука и приемлемые габариты.

Этот стилофон, по звучанию стоящий где-то между терменвоксом и гуслями, в сочетании с бесстрашным матрёшкингом текстов и громкоговорительной манерой пения даёт небывалый былинно-футуристический результат.
— Павел Фролов

## Влияние
Музыкальные обозреватели отмечали, что в творчестве «Громыки» заметно влияние таких групп из мира психоделического рока, арт-рока и постпанка, как «Звуки Му», «АВИА», «Центр» и в особенности «Н.О.М.».
Никита Власов, гитарист группы, отмечал влияние на «Громыку» британского фрикбита, групп Wooden Shjips и Ufomammut, но отметил, что с определённого момента группа обрела собственный уникальный стиль и «любые влияния извне стали просто неинтересны и были отброшены».

## Оценка творчества

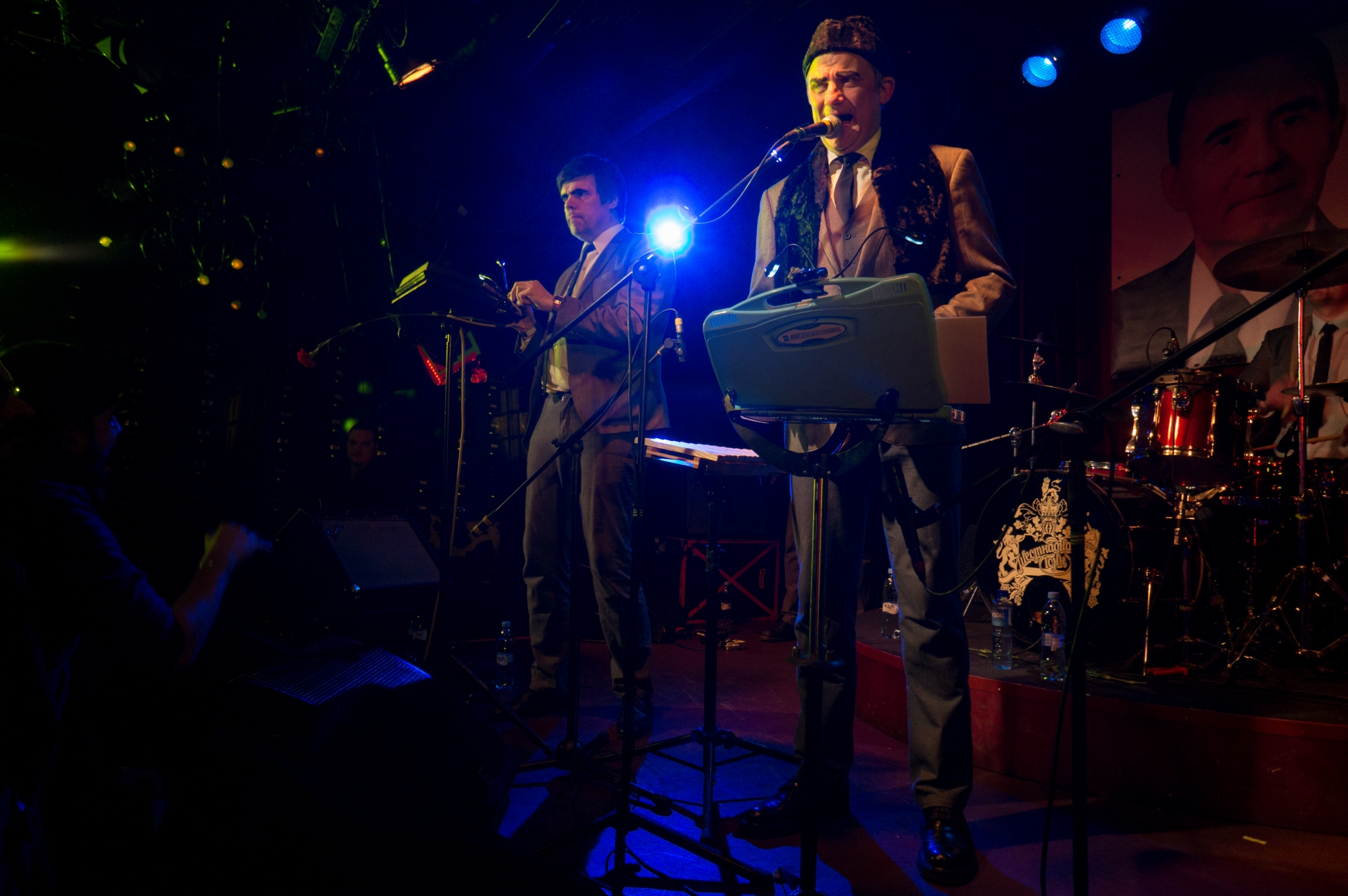
«Громыка» на концерте в клубе «16 тонн». Москва, 8 октября 2017 года

Обозреватель «Новой газеты» Ян Шенкман в статье о концертной презентации первого альбома «Громыки» назвал его «главной сенсацией сезона»:

Такой стильной и весёлой пародии, какую изготовила группа «Громыка», не было в нашем роке со времен «АВИА» с их «Сомненья все долой. Проснись и пой!», то есть лет двадцать пять.

В 2016 году группа выступала на эстонском фестивале Tallinn Music Week. Денис Бояринов в обзорной статье для «РБК Стиль» выбрал пять групп, «у которых есть всё, чтобы понравиться российскому слушателю». Он отметил, что абсурдистское творчество «Громыки», на которое оказал влияние советский рок-андерграунд, благодаря сочетанию солидного звука и колоритного образа было принято иностранной аудиторией с больши́м энтузиазмом.
Обозреватель портала «KM.RU» признаёт за музыкантами декларируемое ими право на серьёзность:

…«громыки» умеют ещё и быть серьёзными. В «Сербии Хорватии» бесхитростными фразами описан разрушительный процесс «суверенизации» республик и государств. А в «Мирном атоме» «Громыка» достигает почти летовского надрыва, описывая сакраментальной фразой «человек привыкает ко всему» как будни приятеля-патологоанатома, так и неуместность вынесенного в заглавие понятия.

## Дискография
4 марта 2016 года вышел первый альбом под названием «Альбом No. 1», куда вошли одиннадцать песен, ранее уже исполнявшихся группой на различных концертах.
«Акробатенька», второй альбом группы, вышел в свет 14 октября 2016 года. Как пояснил вокалист Максим Кошелев, название альбома происходит от греч. ακρος — наивысший, предельный, и русского «батенька» — неформальная, приятельская форма обращения к Абсолюту. Концертная презентация состоялась 21 октября в Санкт-Петербурге и 22 октября в Москве.
В конце 2016 года в виде цифрового издания вышел мини-сплит «ВДНК» с минской группой «Кассиопея». В альбом вошли кавер «Кассиопеи» на песню «Громыки» «Говорил я вам», кавер «Громыки» на песню «Кассиопеи» «Если», а также песня «Сердца частица», которая позднее вошла в третий студийный альбом «Громыки» «Нашатырь», вышедший 14 апреля 2017 года. 3 марта 2017 года вышла первая компиляция группы «Говорил я вам», куда вошли песни из первых двух студийных альбомов, песня «Ещё идут песочные часы», подготовленная специально для этого релиза, и песня «Невозможное возможно», открывающая третий студийный альбом «Нашатырь». Сборник «Говорил я вам» был выпущен только на виниле.
В 2017 году группа записала песню для трибьют-проекта Виктору Цою «Мы вышли из Кино».
27 апреля 2018 года вышел четвёртый альбом «Вольфрам и Молибден». 30 августа 2018 года вышла вторая компиляция «Невозможное возможно», в которую вошли песни из четырёх альбомов и песня «Матрёша» — ремейк песни Павла Воли «Наша Russia». На этот раз сборник был выпущен только на магнитофонных бобинах ограниченным тиражом (30 копий).
30 ноября 2018 года коллектив впервые выпустил компиляцию лучших композиций на цифровом носителе (CD). Новый сборник «ФЮНФ» включает 18 песен — лучшие песни из четырёх альбомов, а также новая песня «Тайкунавты». По мнению Алексея Мажаева («InterMedia»), сборник собран с умом и изобретательностью, «позволяя расслышать некоторые треки, которые не показались столь уж удачными во время премьерных релизов».
В августе 2021 года группа выпустила мини-альбом из четырёх новых песен «Империя ждёт результат».

### Студийные альбомы
- 2016 — «Громыка»

| №   | Название                   | Длительность |
| --- | -------------------------- | ------------ |
| 1.  | «Говорил я вам»            | 2:50         |
| 2.  | «Метание копьём»           | 3:39         |
| 3.  | «Делали ремонт»            | 4:00         |
| 4.  | «Я вышел из душа»          | 2:55         |
| 5.  | «Пушкин»                   | 3:17         |
| 6.  | «Это бывает со мной»       | 2:18         |
| 7.  | «Индейцы ковбойцы»         | 3:01         |
| 8.  | «Сербия Хорватия»          | 3:53         |
| 9.  | «Дизель»                   | 3:57         |
| 10. | «Мужчина моего начальника» | 4:38         |
| 11. | «Мирный атом»              | 4:54         |

- 2016 — «Акробатенька»

| №  | Название                        | Длительность |
| -- | ------------------------------- | ------------ |
| 1. | «А я такой лёгкий»              | 4:08         |
| 2. | «Водоканал»                     | 2:30         |
| 3. | «Паустовский, Бианки и Пришвин» | 4:57         |
| 4. | «Мишка-братишка»                | 3:05         |
| 5. | «Не стесняйтесь»                | 3:28         |
| 6. | «Доставить в Москву»            | 2:54         |
| 7. | «Моряки и художники»            | 4:27         |
| 8. | «Выпрямись, дорога»             | 3:12         |
| 9. | «Шаляпин»                       | 4:13         |

- 2017 — «Нашатырь»

| №   | Название                       | Длительность |
| --- | ------------------------------ | ------------ |
| 1.  | «Невозможное возможно»         | 3:58         |
| 2.  | «В гугле»                      | 2:26         |
| 3.  | «Пристав Марат»                | 2:46         |
| 4.  | «Загубила»                     | 2:47         |
| 5.  | «Зачем нам такие разные нужны» | 5:02         |
| 6.  | «Ты моя гага»                  | 2:34         |
| 7.  | «Только не в меня»             | 3:33         |
| 8.  | «Женщины тяжёлого поведения»   | 3:07         |
| 9.  | «Птичий или свиной»            | 2:23         |
| 10. | «Сердца частица»               | 4:38         |
| 11. | «Вот вам держите»              | 2:55         |
| 12. | «Сексу не прикажешь»           | 2:42         |
| 13. | «Кабель»                       | 4:12         |

- 2018 — «Вольфрам и Молибден»[20]

| №  | Название                 | Длительность |
| -- | ------------------------ | ------------ |
| 1. | «Твоё электронное табло» | 4:57         |
| 2. | «Ну-ка полетай»          | 3:23         |
| 3. | «Комплексный обед»       | 3:13         |
| 4. | «Пожалей моё желе»       | 2:32         |
| 5. | «Как хорошо»             | 4:10         |
| 6. | «Тестостерон»            | 4:03         |
| 7. | «Мотыльки»               | 5:09         |
| 8. | «Кто же черепаха?»       | 3:39         |
| 9. | «Артём»                  | 4:49         |

- 2020 — «20000 лет под водой»

| №   | Название                | Длительность |
| --- | ----------------------- | ------------ |
| 1.  | «Питекантропы»          | 4:56         |
| 2.  | «Плеоназмы»             | 2:59         |
| 3.  | «Колдунами и цунами»    | 4:23         |
| 4.  | «Звёзд немало»          | 4:22         |
| 5.  | «Крэкс пэкс фэкс»       | 3:53         |
| 6.  | «Ты ещё крепкий старик» | 3:42         |
| 7.  | «Рудимент»              | 3:53         |
| 8.  | «Мидии у Лидии»         | 3:09         |
| 9.  | «Потёмкинские города»   | 3:27         |
| 10. | «К нам летит метеорит»  | 4:02         |

- 2021 — «Империя ждет результат»

| №  | Название               | Длительность |
| -- | ---------------------- | ------------ |
| 1. | «Марс-Марс, я Плутон»  | 3:08         |
| 2. | «Туманность Андромеды» | 3:07         |
| 3. | «За иллюминатором»     | 4:57         |
| 4. | «Космодромы опустели»  | 3:57         |

- 2022 — «Мир да любовь»

| №  | Название                       | Длительность |
| -- | ------------------------------ | ------------ |
| 1. | «Северный потоп»               | 3:12         |
| 2. | «Наше родное кенгуру»          | 3:55         |
| 3. | «Зима»                         | 3:14         |
| 4. | «Сегодня чудная погода»        | 4:09         |
| 5. | «Ну-ка, канарейка»             | 3:16         |
| 6. | «Не ходи на площадь, не ходи!» | 3:59         |
| 7. | «Антарктида»                   | 3:21         |
| 8. | «Так дальше нельзя»            | 4:06         |
| 9. | «Мы сделаем вас счастливыми»   | 4:21         |

### Сплит-альбомы
- 2016 — «ВДНК» (с группой «Кассиопея»)

### Сборники
- 2017 — «Говорил я вам»

| №   | Название                        | Длительность |
| --- | ------------------------------- | ------------ |
| 1.  | «Говорил я вам»                 |              |
| 2.  | «Ещё идут песочные часы»        |              |
| 3.  | «Паустовский, Бианки и Пришвин» |              |
| 4.  | «Пушкин»                        |              |
| 5.  | «Мужчина моего начальника»      |              |
| 6.  | «Метание копьём»                |              |
| 7.  | «Моряки и художники»            |              |
| 8.  | «Доставить в Москву»            |              |
| 9.  | «Невозможное возможно»          |              |
| 10. | «Шаляпин»                       |              |

- 2018 — «Невозможное возможно»[21]

| №   | Название                        | Длительность |
| --- | ------------------------------- | ------------ |
| 1.  | «Невозможное возможно»          |              |
| 2.  | «Тестостерон»                   |              |
| 3.  | «Паустовский, Бианки и Пришвин» |              |
| 4.  | «Комплексный обед»              |              |
| 5.  | «Мужчина моего начальника»      |              |
| 6.  | «Говорил я вам»                 |              |
| 7.  | «Вот вам, держите»              |              |
| 8.  | «Пушкин»                        |              |
| 9.  | «Доставить в Москву»            |              |
| 10. | «Артём»                         |              |
| 11. | «Матрёша (Bonus track)»         |              |

- 2018 — «ФЮНФ»

| №   | Название                        | Длительность |
| --- | ------------------------------- | ------------ |
| 1.  | «Доставить в Москву»            | 2:55         |
| 2.  | «Индейцы ковбойцы»              | 3:01         |
| 3.  | «Моряки и художники»            | 4:25         |
| 4.  | «Метание копьём»                | 3:41         |
| 5.  | «Пушкин»                        | 3:18         |
| 6.  | «Твоё электронное табло»        | 4:59         |
| 7.  | «Только не в меня»              | 3:34         |
| 8.  | «Сербия, Хорватия»              | 3:53         |
| 9.  | «Тайкунавты»                    | 3:52         |
| 10. | «Паустовский, Бианки и Пришвин» | 4:56         |
| 11. | «Водоканал»                     | 2:29         |
| 12. | «Артём»                         | 4:48         |
| 13. | «Мужчина моего начальника»      | 4:34         |
| 14. | «Пожалей моё желе»              | 2:31         |
| 15. | «Говорил я вам»                 | 2:51         |
| 16. | «Шаляпин»                       | 4:13         |
| 17. | «Тестостерон»                   | 4:03         |
| 18. | «Мотыльки»                      | 5:08         |

### Синглы
- 2014 — «Метание копьем»
- 2017 — «Птичий или свиной»
- 2017 — «Невозможное возможно»
- 2017 — «Пожалей мое желе»
- 2018 — «Тестостерон»
- 2018 — «Матрёша»[22]
- 2020 — «Питекантропы»
- 2022 — «Наше родное кенгуру»
- 2022 — «Не ходи на площадь, не ходи!»
- 2023 — «Влиятельный человек»
- 2024 — «Титаник»
- 2024 — «ЛЕГООЛЕГ»